# كيت تير هورست
كيت تير هورست (بالهولندية: Kate ter Horst)‏ هي ممرضة هولندية، ولدت في 6 يوليو 1906 في أمستردام في هولندا، وتوفيت في 21 فبراير 1992 في Oosterbeek ‏ في هولندا بسبب حادث مرور.